# Corsias
Corsias (en griego antiguo: Κορσιαί, αί  y en beocio Κορσιαί) es una ciudad griega antigua de Beocia, habitualmente identificada con Corseas, ciudad asimismo perteneciente a Beocia, y cuya mutua cuasi homofonía no ha sido suficientemente esclarecida y la ubicación de ambas controvertida.

## Topónimo
Sobre el topónimo, se ha sugerido que Demóstenes se refería a Corsea (Κορσεία) en su discurso Sobre la falsa embajada, una ciudad situada en el noroeste de la región, limítrofe con Lócride Ozolia; pero pese a que el orador ateniense menciona a Orcómeno, Coronea y Tilfosio aledañas a Κορσεία, las citas de Harpocración, Pseudo-Escílax, y Esteban de Bizancio, han llevado a la historiografía moderna a considerar seriamente su ubicación en el sur de Beocia, hipótesis sustentada además por una inscripción de Delfos que contiene una lista de los teoródocos corsieos desde c. 230-210 a. C. Para más detalles, véase Étienne y Knoepfler, p. 38, nota 133.
En consecuencia, P. Roesch y otros historiadores arguyen que la estrategia de los focenses para dominar la costa beocia mediante la fortificación u ocupación de ciudades durante la tercera guerra sagrada —campaña relatada por Diodoro Sículo  y por Demóstenes—, no tendría sentido de tratarse de Corsea, población norteña muy alejada del mar, puesto que «no reunía las condiciones geográficas e históricas a que aluden los textos mencionados». La elección de Corsias en lugar de Corsea, P. Roesch la planteó supeditándola a cinco puntos: estar en Beocia, tener cierta importancia, estar amurallada, tener un fácil acceso desde Fócide y constituir una vía de penetración en Beocia central hacia Tebas. Discrepan Étienne y Knoepfler, W. K. Pritchett y John M. Fossey. Aducen que el territorio escarpado de Corsias dificultaba el acceso desde las poblaciones vecinas y desde Fócide, y deducen de pasajes de Jenofonte, Pausanias y Diodoro Sículo, que si en el 371 a. C., el rey espartano Cleómbroto I se vio obligado a regresar a Esparta desde Fócide, marchando por el sur de Beocia, en lugar de cruzarla a través de Coronea, fue  porque los focenses controlaban dicha ciudad que dominaba la ruta natural de Beocia central; por lo cual no necesitaban poseer Corsias, porque desde Corsea no solo gozaban de un extraordinario lugar de vigilancia geoestratégica del litoral locrio, sino porque desde allí podían impedir una expedición conjunta locro-beocia contra Orcómeno.
Los filólogos españoles, Juan José Torres Esbarranch y Juan Manuel Guzmán Hermida, la sitúan cerca de Opunte y del mar, en el área del monte Helicón.
En el año 346 a. C. fue destruida por los tebanos, sus muros demolidos y al igual que Orcómeno y Coronea tal vez fue sometida a andrapodismos. Posteriormente, fue reconstruida.

## Arqueología
El uso colectivo del gentilicio corsieo (κορσιεύς) se recoge en un tratado firmado con la vecina Tisbe a comienzos del siglo II a. C., y en un decreto interno de proxenía.
Otro hallazgo epigráfico evidencia que a finales del siglo IV a. C. no era una polis independiente, sino que pertenecía al territorio de Tespias. El texto también alude al culto local a Hera.
Aunque el nombre de su territorio se desconoce, su tamaño se ha estimado en unos 40 km².  
Fue reconstruida no mucho después de ser devastada en el 346 a. C., tal y como evidencia la arqueología y la epigrafía del lugar.
La única referencia escrita a sus murallas la proporciona Diodoro en su descripción de la ocupación focense de Corsias, Orcómeno y Coronea durante la tercera guerra sagrada. Las excavaciones arqueológicas han hallado restos del perímetro amurallado: una muralla de sección trapezoidal que protegía la acrópolis y la ciudad baja, por sus lados este, norte y oeste. El lado sur contaba como defensa natural con unos precipicios. Las fortificaciones son de los años posteriores a la batalla de Leuctra (371 a. C.), y seguramente fueron derruidos por las tropas tebanas en el 346 a. C. como afirma Demóstenes. Posteriormente, antes de terminar el siglo, Corsias se fortificó con aparejo isodómico de sillares. Las murallas encerraban los barrios residenciales que ocupaban una extensión de cerca de una hectárea.
Según Bintliff, el área habitada abarcaría de 1,7 a 4,5 ha. El asentamiento podría remontarse al período heládico inicial. Los restos hallados son de los periodos geométrico, arcaico y clásico.